# Chrotomys gonzalesi
Chrotomys gonzalesi — вид гризунів із родини Muridae, що зустрічається лише на Філіппінах. Його природне місце проживання — субтропічні або тропічні сухі ліси.

## Морфологічна характеристика
Дрібний гризун з довжиною голови і тіла від 145 до 189 мм, довжиною хвоста від 87 до 105 мм, довжиною стопи від 35 до 39 мм, довжиною вуха від 20 до 23 мм і вагою до 190 грамів. Хутро довге, м'яке, густе. Верх яскраво-чорний із коричневими відблисками, плечі і боки поступово бурувато-жовті, а черевні частини темно-сірі. Від чола до основи хвоста тягнеться тьмяна жовто-коричнева поздовжня смуга. У деяких особин на грудях є білувата витягнута пляма. Губи сріблясто-сірі, щоки і боки морди буро-жовті. Вібриси чорнувато-сірі. Вуха великі, округлі, світло-сірі. Задня частина ніг темно-сіра, вкрита дрібними темними волосками. Пальці світліші. Хвіст значно коротший за голову й тулуб, зверху світло-сірий, знизу білуватий, посипаний невеликою кількістю темних волосків і з 16–18 кільцями лусочок на сантиметр.

## Поведінка
Це наземний вид і активний як вдень, так і вночі. Харчується черв'яками, комахами та іншими безхребетними.